# Сорокин, Всеволод Кириллович
Всеволод Кириллович Сорокин (род. 29 октября 1993, Москва) — российский хоккеист, защитник венгерского клуба «Ференцварош». Воспитанник московской хоккейной школы «Крылья Советов».

## Карьера
Воспитанник московской Хоккейной школы «Крылья Советов», за которые начал выступать на уровне кубка Федерации Москвы, открытого чемпионата Москвы, среди юношей и юниорской лиги Москвы.
В 2009 году, на один сезон, перешёл в юношескую команду московских армейцев.
8 января 2011 года, Всеволод подписал свой первый профессиональный контракт с московским «Спартаком», где начал выступления за его молодёжную команду. За дебютный сезон в МХЛ, провёл 17 матчей и отметился двумя результативными передачами.
За «МХК Спартак», продолжал стабильно выступать до второй половины сезона КХЛ 2012/2013. Учитывая что «красно-белые» потеряли все шансы на попадание в плей-офф, главный тренер Фёдор Леонидович Канарейкин, решил заглянуть в глубину состава и начал привлекать молодых игроков к основной команде.
1 февраля 2013 года впервые попал в заявку на матч Континентальной хоккейной лиги, в гостевом матче против московского «ЦСКА», но дебют не состоялся по причине травмы, полученной на разминке перед матчем.
7 февраля 2013 года, был признан лучшим защитником января в МХЛ. Дебютировал за основную команду 26 февраля того же года, в первом матче четвертьфинала Кубка Надежды 2013, против минского «Динамо», проведя на площадке 14 смен. В сезоне 2013/2014 в составе МХК «Спартак» выиграл Кубок Харламова, провёл в плей-офф 19 игр, набрал 5 очков при показателе полезности «+4». 
Сезон 2014/2015 Всеволод Сорокин провёл в системе подмосковного «Атланта», выступая как за основную команду мытищинцев, так и за фарм-клуб. Летом 2015 года Всеволод вернулся в «Спартак», который, после финансового кризиса, вернулся в элиту и стал формировать команду для участия в сезоне 2015/2016. Последующие четыре сезона Сорокин провёл в командировках, между Москвой и Воскресенском, где он выступал в составе «Химика», на основе двустороннего контракта. 1 мая 2019 года было объявлено, что после окончания контракта Сорокин покинет систему «Спартака».
В сезоне 2019/2020 выступал за клуб «Хумо» из Ташкента, где проявил не только свои навыки игры в обороне, но и отличные бомбардирские качества. В 46 играх «регулярки» ВХЛ он смог набрать 28 очков (2+26). После ликвидации команды из состава ВХЛ, Сорокин перебрался в клуб второго по силе дивизиона Чехии — «Рытиржи Кладно», подписав годичное соглашение. 31 мая 2021 года подписал годичный контракт с ханты-мансийской «Югрой», выступающей в ВХЛ.

## Статистика выступлений
По состоянию на 30 апреля 2014 года
| 2010-11               | МХК Спартак           | МХЛ                   | 17  | 0  | 2  | 2  | 8   | -  | - | - | - | -  |
| 2011-12               | МХК Спартак           | МХЛ                   | 58  | 2  | 12 | 14 | 24  | 5  | 0 | 0 | 0 | 4  |
| 2012-13               | Спартак               | КХЛ                   | 0   | 0  | 0  | 0  | 0   | -  | - | - | - | -  |
| Кубок Надежды 2013    | Спартак               | КХЛ                   | -   | -  | -  | -  | -   | 3  | 0 | 0 | 0 | 0  |
| 2012-13               | МХК Спартак           | МХЛ                   | 50  | 8  | 19 | 27 | 78  | 2  | 0 | 0 | 0 | 4  |
| 2013-14               | Спартак               | КХЛ                   | 19  | 0  | 2  | 2  | 6   | -  | - | - | - | -  |
| 2013-14               | МХК Спартак           | МХЛ                   | 12  | 1  | 3  | 4  | 4   | 19 | 3 | 2 | 5 | 29 |
| Всего в КХЛ           | Всего в КХЛ           | Всего в КХЛ           | 19  | 0  | 2  | 2  | 6   | 0  | 0 | 0 | 0 | 0  |
| Всего в МХЛ           | Всего в МХЛ           | Всего в МХЛ           | 137 | 11 | 36 | 47 | 114 | 26 | 3 | 2 | 5 | 37 |
| Всего в Кубке Надежды | Всего в Кубке Надежды | Всего в Кубке Надежды | -   | -  | -  | -  | -   | 3  | 0 | 0 | 0 | 0  |

## Достижения
- Серебряный призёр МХЛ сезона 2012—2013
- Обладатель кубка Харламова сезона 2013—2014 года